# 路易斯·弗洛雷斯 (足球运动员)
路易斯·弗洛雷斯（西班牙語：Luis Flores，1961年7月18日—），墨西哥男子足球运动员，司职前锋。他曾代表墨西哥国家队参加1986年国际足联世界杯，结果队伍止步八强赛。